# Альдеаленгуа-де-Санта-Марія
Альдеаленгуа-де-Санта-Марія (ісп. Aldealengua de Santa María) — муніципалітет в Іспанії, у складі автономної спільноти Кастилія-і-Леон, у провінції Сеговія. Населення — 82 особи (2010).
Муніципалітет розташований на відстані близько 120 км на північ від Мадрида, 80 км на північний схід від Сеговії.

## Демографія
Динаміка населення (INE ):

## Галерея зображень

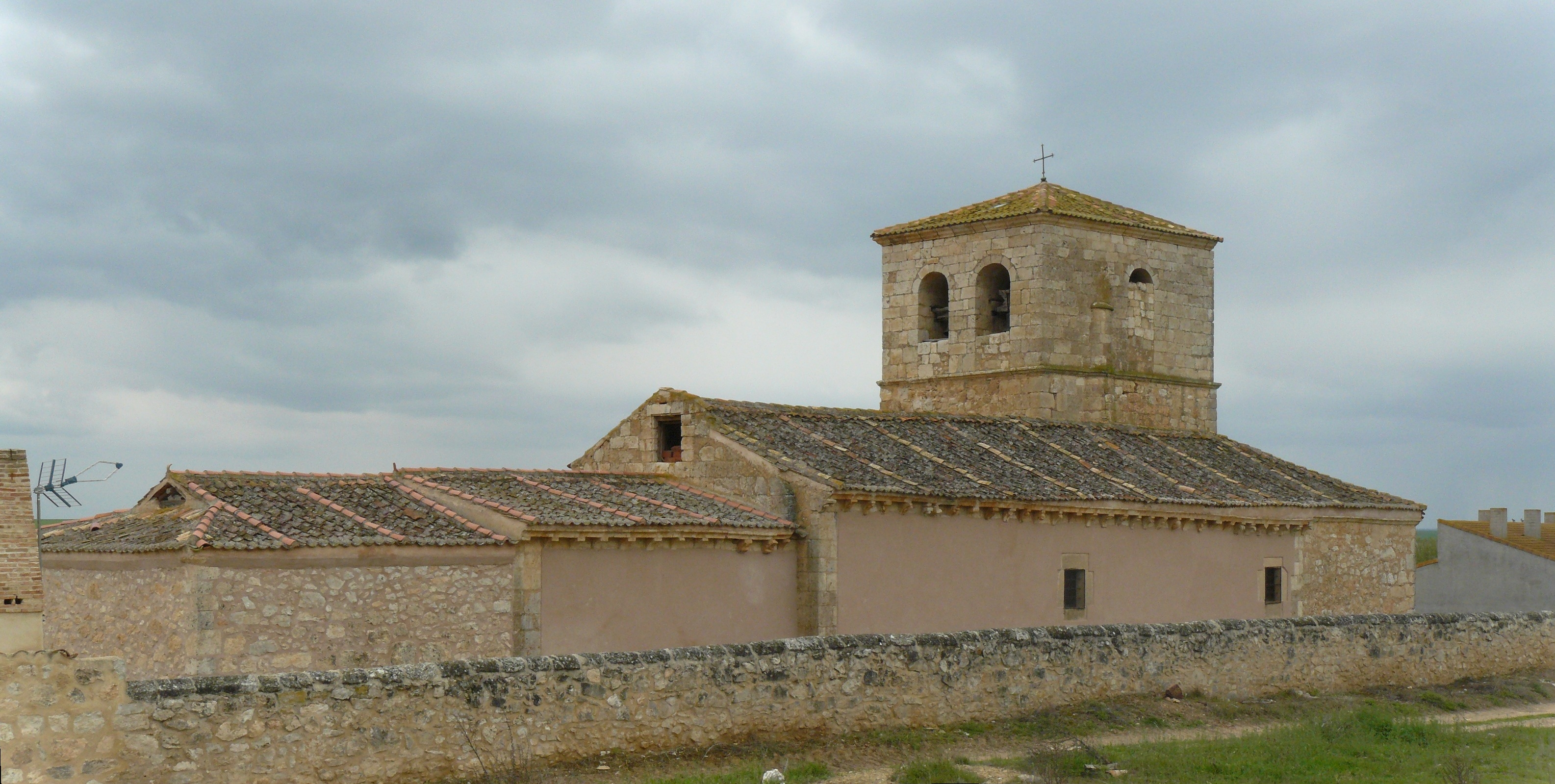
Церква Нуестра-Сеньйора-де-ла-Асунсьйон, Альдеаленгуа